# Benthodesmus oligoradiatus
Benthodesmus oligoradiatus is een straalvinnige vissensoort uit de familie van haarstaarten (Trichiuridae). De wetenschappelijke naam van de soort is voor het eerst geldig gepubliceerd in 1970 door Parin & Becker.